# 구로사키정 (오카야마현)
구로사키정(黒崎町)은 오카야마현 아사쿠치군에 있던 정이다. 현재의 구라시키시에 해당한다.

## 역사
- 1889년 6월 1일 - 정촌제 시행에 수반해 구로사키촌이 발족하였다.
- 1951년 1월 1일 - 정으로 승격해 구로사키정이 되었다.
- 1953년 4월 1일 - 도미타촌과 함께 다마시마시에 편입되었다.
- 1967년 2월 1일 - 구라시키시(초대)·고지마시·다마시마시가 합병하여, 구라시키시(2대)를 신설하였다.

## 참고문헌
- 巌津政右衛門 (1974). 《岡山地名事典》. 日本文教出版. 다음 글자 무시됨: ‘和書 ’ (도움말)
- 岡山県大百科事典編集委員会 (1979). 《岡山地名事典》. 山陽新聞社. 다음 글자 무시됨: ‘和書 ’ (도움말)
- 渡辺光・中野尊正・山口恵一郎・式正英 (1968). 《日本地名大辞典2 中国・四国》. 朝倉書店. 다음 글자 무시됨: ‘和書 ’ (도움말)
- 下中直也 (1988). 《日本地名大系第三四巻 岡山県の地名》. 平凡社. 다음 글자 무시됨: ‘和書 ’ (도움말)
- 黒田茂夫 (2010). 《県別マップル33 岡山県広域・詳細道路地図》. 昭文社. 다음 글자 무시됨: ‘和書 ’ (도움말)
- 「悠々素敵」編集室 (2016). “特集 岡山映画ロケ地巡り”. 《悠々素敵 vol.06》 (HUGHUG). 다음 글자 무시됨: ‘和書 ’ (도움말)